# Sirin

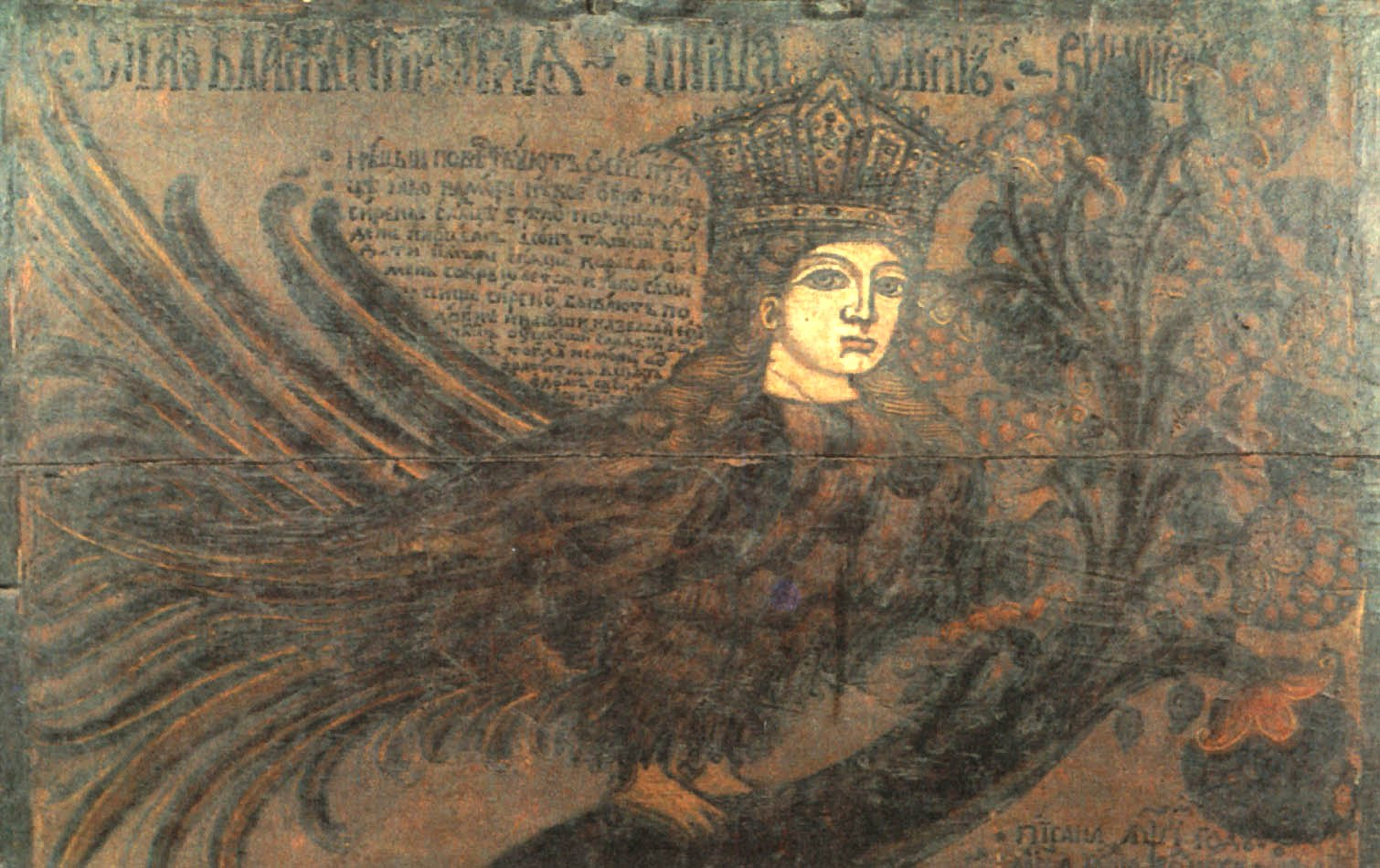
Sirin, pictură rusească din 1710

Sirin (rusă Сирин) este o creatură mitologică din legendele rusești, care are cap și piept de femeie frumoasă și corp de pasăre (de obicei, o bufniță).

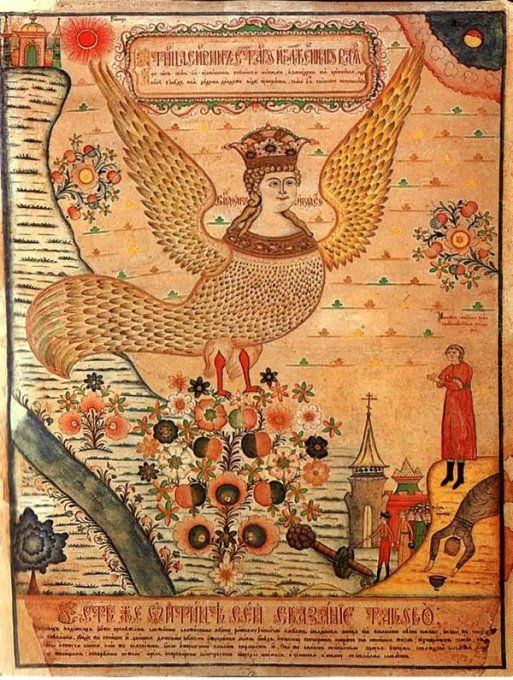
Sirin, desenat într-un lubok.

Potrivit mitologiei, Sirin trăit în ținuturile indienilor, în apropierea Edenului sau în jurul râului Eufrat.